# Shingo Araki
Shingo Araki  (荒木 伸吾 'Araki Shingō'?) (1 de enero de 1939-1 de diciembre de 2011) fue un mangaka, animador, diseñador de personajes y productor cinematográfico japonés. 

## Carrera

### Inicios
Nacido en Nagoya en 1939, su interés por el dibujo comenzó a los cinco años de edad, recreando las historietas que encontraba en los periódicos. Posteriormente se graduó en la prefectura de Aichi. En 1955, a los 18 años debutó como dibujante en la "Machi Magazine". Su debut en la animación comienza en 1965 cuando se unió a Mushi Production productora fundada por el legendario Osamu Tezuka en donde trabajó en series como Kimba, el León Blanco y La princesa caballero. Posteriormente fundaría el Studio Jaguar en 1966 junto a Akio Sugino de Mushi Production, en donde colaborarían como estudio independiente para la misma Mushi productiones, pero también para otros clientes. 
A inicios de los 70, funda el Studio Z, en donde colaboraría con imporantes empresas como TMS y Toei Animation.
En 1970 debutó como director de animación en la serie Ashita no Joe (conocida también como Joe del Mañana), más tarde trabajaría en un gran número de adaptaciones de mangas de Go Nagai, como Devilman, Cutey Honey y UFO Robo Grendizer, siendo el diseñador de personajes de los dos últimos. Otros de sus éxitos sería Majokko Megu-chan y La Princesa Sirena basada en el cuento de Hans Christian Andersen.

### Araki Production (Araki Pro)
Durante el resto de su carrera trabajó en conjunto con la directora de animación Michi Himeno, a quien conoció en 1973 cuando ambos trabajaron en Cutie Honey. 
Juntos formaron la Araki Production en 1975, también con parte del equipo que trabajó en los estudios Mushi y Jaguar. El dúo Araki-Himeno trabajó en series de televisión y películas y películas animadas como Saint Seiya, Lupin III, varias obras de Leiji Matsumoto como Capitán Harlock, Galaxy Express 999 y Mugen Kido SSX, también otro de sus grandes éxitos internacionales serían La Rosa de Versalles (Lady Oscar), Hana no Ko Lunlun (Angel, la niña de las flores), Lalabel, La Niña Mágica, Ulises 31 y la serie de OVAs Fuma no Kojiro (1991). El reconocimiento mundial vino con Saint Seiya (Los caballeros del zodiaco, 1986), por su estilo de trazo dinámico unido a los trazos elegantes de Michi. Este dueto dinámico, como se le conoce, fue fundamental para el éxito de la serie.
Trabajando para Toei Animation y TMS Entertainment, Araki animó muchas producciones americanas que contrataban los servicios de la empresa japonesa, como Mighty Orbots (1984, animador principal), The Adventures of the American Rabbit (1986) y G.I. Joe: The Movie (1987). Además de colaborar en la animación de títulos como Inspector Gadget.

## Vida Personal
Durante años circularon rumores sobre un supuesto matrimonio entre Shingo Araki y Michi Himeno, pero en realidad, su relación fue estrictamente profesional. En cambio, Shingo Araki sí estuvo casado con Hiroko Araki, quien también formaba parte de la empresa en el área de contabilidad, y con quien tuvo un hijo llamado Shinji, quien actualmente trabaja como productor de videos y comerciales para televisión. 

## Fallecimiento
Shingo Araki falleció el 1 de diciembre de 2011, en el hospital de Itabashi en Tokio a los 72 años. Las causas del deceso obedecieron a una insuficiencia circulatoria aguda

## Trabajos con Masami Kurumada
Shingo Araki era el diseñador de personajes y animador de las obras de Kurumada, confianza que se ganaría de éste después de llevar exitosamente a la pantalla Saint Seiya en 1986, precedente que le valdría años más tarde para dar vida sobre el papel a las series de Fuma no Kojiro y Ring ni Kakero, su trabajo más reciente de una de las obras de Kurumada.

### Saint Seiya
Saint Seiya (Caballeros del Zodíaco) fue el título más conocido en occidente en el que Shingo Araki trabajó. No sólo se encargó de animar muchos de los episodios de la serie, ya que también como diseñador de personajes remodeló por completo el diseño de las armaduras de bronce y oro originales del manga de Masami Kurumada, armaduras cuyas piezas cubrirían grandes zonas del cuerpo así como los cascos cubrirían toda la cabeza dotando a la animación de un gran atractivo visual para el público en general. Es responsable asimismo del diseño original de varios personajes, entre ellos los "God Warriors" de la saga de Asgard.  Trabajaría también en Saint Seiya Hades y en las películas incluyendo el "Tenkai" a excepción de la cuarta.
La última obra basada en los dibujos de Araki se presentó en las tiendas japonesas con el primer videojuego exclusivo de Playstation 3 de Saint Seiya: Sanctuary Battle. Dicho videojuego logró posicionarse en el tercer puesto de los más vendidos con más de 60 mil copias.

## Obras

### Series de televisión
- Ashita no Joe (TV) 1970 : Director de animación. (EP 4,6,9,13,16,18,21,23,26,30,34,40,47,50,56,62,66,71,76)
- Mahō no Mako-chan (TV) 1970 : Director de animación. (EP 30,34,42)
- Moonlight Mask (TV) 1972 : Animación.
- Devilman (TV) 1972 : Director de animación. (EP 4)
- Cutie Honey (TV) 1973 : Diseñador de personajes, Director de animación.
- Babel II (TV) 1973 : Diseñador de personajes, Director de animación.
- Majokko Megu-chan (TV) 1974 : Diseñador de personajes, Director de animación.
- UFO Robot Grendizer (TV) 1975 : Diseñador de personajes, Director de animación.
- New Star of Giants (TV) 1977 : Director de animación.
- Wakusei Robo Danguard Ace (TV) 1977 : Diseñador de personajes, Director de animación.
- Galaxy Express 999 (TV) 1978 : Diseñador de personajes.
- Hana no Ko Run Run (TV) 1979 : Diseñador de personajes, Animation.
- New Star of Giants II (TV) 1979 : Diseñador de personajes.
- The Rose of Versailles (TV) 1979 : Diseñador de personajes, Director de animación.
- Ulysses 31 (TV) 1981 : Director jefe de animación.
- Baxinger (TV) 1982 : Animador del opening.
- Arcadia of My Youth: Endless Orbit SSX (TV) 1982 : Director de animación.
- Ai Shite Knight (TV) 1983 : Director de animación.
- Glass Mask (TV) 1984 : Animador principal (Animador del opening).
- Lupin III Part III (TV) 1984 : Supervisor del diseño, Director de animación.
- Marvelous Melmo (TV) 1985 : Director de animación.
- Maple Town (TV) 1986 : Director de animación.
- Saint Seiya (TV) 1986 : Diseñador de personajes, Director de animación.
- Yokoyama Mitsuteru Sangokushi (TV) 1991 : Diseñador de personajes, Director de animación.
- Aoki Densetsu Shoot! (TV) 1993 : Diseñador de personajes, Director de animación.
- Gegege no Kitaro (TV 4/1996) : Diseñador de personajes.
- Kindaichi Case Files (TV) 1997 : Diseñador de personajes.
- Yu-Gi-Oh! (TV) 1998 : Diseñador de personajes.
- Yu-Gi-Oh! Duel Monsters (TV) 2000 : Diseñador de personajes.
- Ring ni Kakero 1: Carnival Champion Hen (TV) 2004 : Diseñador de personajes, Director jefe de animación.
- Ring ni Kakero 1: Nichibei Kessen Hen (TV) 2006 : Diseñador de personajes.

## Enlaces de interés
- Kimba, el león blanco
- Saint Seiya
- Yu-Gi-Oh! (de Toei) y Yu-Gi-Oh! Duel Monsters
- Versailles No Bara
- Galaxy Express 999
- Ge Ge Ge no Kitaro (1996)